# Championnat des Bahamas de football 2009-2010
Navigation
Saison précédente Saison suivante
La saison 2009-2010 du Championnat des Bahamas de football est la seconde édition de la BFA Senior League, le championnat de première division des Bahamas. Les neuf formations engagées sont réunies au sein d'une poule unique où elles s'affrontent à deux reprises. 
C'est le Bears Football Club, tenant du titre, qui remporte à nouveau la compétition cette saison après avoir terminé invaincu en tête du classement final, avec onze points d'avance sur le Lyford Cay FC et seize sur le Dynamos FC. C’est le troisième titre de champion des Bahamas de l'histoire du club, qui réalise même le doublé en battant Lyford Cay en finale de la Coupe des Bahamas.

## Les clubs participants
- Bears Football Club
- Lyford Cay FC
- United FC
- Cavalier FC
- Sharks FC
- Baha Juniors FC
- Dynamos FC
- Football Club Nassau
- College of the Bahamas FC

## Compétition
Le barème de points servant à établir le classement se décompose ainsi :
- Victoire : 3 points
- Match nul : 1 point
- Défaite : 0 point

### Classement
| Rang | Équipe                    | Pts | J  | G  | N | P  | Bp  | Bc | Diff |
| ---- | ------------------------- | --- | -- | -- | - | -- | --- | -- | ---- |
| 1    | Bears Football Club'T'C   | 46  | 16 | 15 | 1 | 0  | 108 | 12 | +96  |
| 2    | Lyford Cay FC             | 35  | 16 | 11 | 2 | 3  | 48  | 21 | +27  |
| 3    | Dynamos FC                | 30  | 16 | 9  | 3 | 4  | 45  | 27 | +18  |
| 4    | Cavalier FC               | 21  | 16 | 6  | 3 | 7  | 28  | 48 | -20  |
| 5    | College of the Bahamas FC | 20  | 16 | 6  | 2 | 8  | 34  | 33 | +1   |
| 6    | United FC                 | 20  | 16 | 6  | 2 | 8  | 30  | 47 | -17  |
| 7    | Sharks FC                 | 13  | 16 | 4  | 1 | 11 | 20  | 47 | -27  |
| 8    | Baha Juniors FC           | 12  | 16 | 4  | 0 | 12 | 19  | 55 | -36  |
| 9    | Football Club Nassau      | 12  | 16 | 4  | 0 | 12 | 21  | 63 | -42  |

|  | Champion des Bahamas 2009-2010                            |
|  | Relégation en division inférieure                         |
|  | T : Tenant du titre C : Vainqueur de la Coupe des Bahamas |

## Bilan de la saison
| Championnat des Bahamas de football 2009-2010 |                                |
| Champion                                      | Bears Football Club (3e titre) |
| Coupes et trophées                            |                                |
| Vainqueur de la Coupe des Bahamas 2009-2010   | Bears Football Club            |
| Qualifications continentales                  |                                |
| CFU Club Championship 2011                    | Aucun                          |
| Promotions et relégations                     |                                |
| Promus en BFA Senior League                   | Aucun                          |
| Relégués                                      | Football Club Nassau           |